# Nevers
Nevers là tỉnh lỵ của tỉnh Nièvre, thuộc vùng Bourgogne-Franche-Comté của nước Pháp, có dân số là 43.082 người (thời điểm 2004). Nevers cách khoảng 260 km về phía nam của Paris.

## Khí hậu
| Dữ liệu khí hậu của Nevers (1981–2010)    | Dữ liệu khí hậu của Nevers (1981–2010) | Dữ liệu khí hậu của Nevers (1981–2010) | Dữ liệu khí hậu của Nevers (1981–2010) | Dữ liệu khí hậu của Nevers (1981–2010) | Dữ liệu khí hậu của Nevers (1981–2010) | Dữ liệu khí hậu của Nevers (1981–2010) | Dữ liệu khí hậu của Nevers (1981–2010) | Dữ liệu khí hậu của Nevers (1981–2010) | Dữ liệu khí hậu của Nevers (1981–2010) | Dữ liệu khí hậu của Nevers (1981–2010) | Dữ liệu khí hậu của Nevers (1981–2010) | Dữ liệu khí hậu của Nevers (1981–2010) | Dữ liệu khí hậu của Nevers (1981–2010) |
| Tháng                                     | 1                                      | 2                                      | 3                                      | 4                                      | 5                                      | 6                                      | 7                                      | 8                                      | 9                                      | 10                                     | 11                                     | 12                                     | Năm                                    |
| ----------------------------------------- | -------------------------------------- | -------------------------------------- | -------------------------------------- | -------------------------------------- | -------------------------------------- | -------------------------------------- | -------------------------------------- | -------------------------------------- | -------------------------------------- | -------------------------------------- | -------------------------------------- | -------------------------------------- | -------------------------------------- |
| Cao kỉ lục °C (°F)                        | 17.2 (63.0)                            | 23.5 (74.3)                            | 26.7 (80.1)                            | 30.0 (86.0)                            | 31.0 (87.8)                            | 37.5 (99.5)                            | 38.7 (101.7)                           | 39.2 (102.6)                           | 35.1 (95.2)                            | 30.2 (86.4)                            | 23.5 (74.3)                            | 19.5 (67.1)                            | 39.2 (102.6)                           |
| Trung bình ngày tối đa °C (°F)            | 6.7 (44.1)                             | 8.3 (46.9)                             | 12.4 (54.3)                            | 15.4 (59.7)                            | 19.4 (66.9)                            | 22.8 (73.0)                            | 25.5 (77.9)                            | 25.2 (77.4)                            | 21.4 (70.5)                            | 16.7 (62.1)                            | 10.5 (50.9)                            | 7.1 (44.8)                             | 16.0 (60.8)                            |
| Tối thiểu trung bình ngày °C (°F)         | 0.2 (32.4)                             | −0.1 (31.8)                            | 1.8 (35.2)                             | 3.9 (39.0)                             | 7.9 (46.2)                             | 10.9 (51.6)                            | 12.8 (55.0)                            | 12.3 (54.1)                            | 9.1 (48.4)                             | 7.0 (44.6)                             | 2.8 (37.0)                             | 0.8 (33.4)                             | 5.8 (42.4)                             |
| Thấp kỉ lục °C (°F)                       | −18.4 (−1.1)                           | −21.8 (−7.2)                           | −13.8 (7.2)                            | −7.5 (18.5)                            | −4.8 (23.4)                            | 0.2 (32.4)                             | 3.4 (38.1)                             | 0.3 (32.5)                             | −1.2 (29.8)                            | −8.9 (16.0)                            | −12.3 (9.9)                            | −16.8 (1.8)                            | −21.8 (−7.2)                           |
| Lượng Giáng thủy trung bình mm (inches)   | 62.0 (2.44)                            | 57.8 (2.28)                            | 54.3 (2.14)                            | 68.7 (2.70)                            | 80.1 (3.15)                            | 70.1 (2.76)                            | 61.8 (2.43)                            | 60.9 (2.40)                            | 67.5 (2.66)                            | 77.6 (3.06)                            | 70.1 (2.76)                            | 73.2 (2.88)                            | 804.1 (31.66)                          |
| Số ngày giáng thủy trung bình             | 12.0                                   | 10.0                                   | 10.3                                   | 10.7                                   | 11.5                                   | 8.8                                    | 8.3                                    | 8.3                                    | 8.4                                    | 11.0                                   | 11.6                                   | 11.7                                   | 122.7                                  |
| Độ ẩm tương đối trung bình (%)            | 87                                     | 82                                     | 78                                     | 74                                     | 77                                     | 76                                     | 74                                     | 77                                     | 80                                     | 85                                     | 87                                     | 87                                     | 80.3                                   |
| Số giờ nắng trung bình tháng              | 65.5                                   | 85.6                                   | 147.7                                  | 170.3                                  | 197.9                                  | 223.2                                  | 235.0                                  | 227.5                                  | 180.0                                  | 121.0                                  | 65.4                                   | 54.9                                   | 1.774                                  |
| Nguồn 1: Météo France                     |                                        |                                        |                                        |                                        |                                        |                                        |                                        |                                        |                                        |                                        |                                        |                                        |                                        |
| Nguồn 2: Infoclimat.fr (độ ẩm, 1961–1990) |                                        |                                        |                                        |                                        |                                        |                                        |                                        |                                        |                                        |                                        |                                        |                                        |                                        |

## Nhân khẩu học
| 1962   | 1968   | 1975   | 1982   | 1990   | 1999   |
| ------ | ------ | ------ | ------ | ------ | ------ |
| 39 137 | 42 422 | 45 480 | 43 013 | 41 968 | 40 932 |

## Các thành phố kết nghĩa
- Koblenz, Rheinland-Pfalz, Đức
- Neubrandenburg, Mecklenburg-Vorpommern, Đức
- Mantua, Ý
- Lund, Thụy Điển
- Saint-Albans, Vương quốc Liên hiệp Anh và Bắc Ireland
- Minsk, Belarus

## Những người con của thành phố
- Pierre Gaspard Chaumette, (1763-1794), nhà cách mạng
- Auguste-Alexandre Ducrot, tướng quân đội
- Johannes Ravisius, nhà hoạt động vì nhân quyền